# Fred George Aandahl
Fred George Aandahl (* 9. April 1897 in Litchville, Barnes County, North Dakota; † 7. April 1966 in Fargo, North Dakota) war ein US-amerikanischer Politiker (Republikanische Partei) und von 1945 bis 1951 der 23. Gouverneur des Bundesstaates North Dakota.

## Frühe Jahre und politischer Aufstieg
Nach der Grundschule besuchte Fred Aandahl bis 1921 die University of North Dakota. Danach war er als Farmer sowie als Lehrer tätig. Im Schuldienst stieg er bald bis zum Rektor der Litchville High School auf. In den Jahren 1931, 1939 und 1941 wurde der Republikaner Aandahl jeweils in den Senat von North Dakota gewählt. Im Jahr 1944 gewann er die Wahl zum Gouverneur seines Staates mit 52 Prozent der Stimmen gegen den Demokraten William T. Depuy.

## Gouverneur von North Dakota
Aandahl trat sein neues Amt am 4. Januar 1945 an. Nach zwei Wiederwahlen in den Jahren 1946 und 1948 konnte er es bis zum 3. Januar 1951 ausüben. In seine erste Amtszeit fällt das Ende des Zweiten Weltkrieges. In dieser Zeit mussten auch in North Dakota die heimkehrenden Soldaten wieder in die Gesellschaft eingegliedert werden. Der Gouverneur setzte sich für den Umweltschutz ein und versuchte, die Bodenschätze des Staates vor der Ausplünderung zu schützen. Auch die Elektrifizierung der ländlichen Gebiete wurde vorangetrieben.

## Weiterer Lebenslauf
Nach dem Ende seiner Amtszeit war Aandahl von 1951 bis 1953 Abgeordneter im Repräsentantenhaus der Vereinigten Staaten. Sein letztes politisches Amt übte er von 1953 bis 1961 als stellvertretender Innenminister in der Regierung von Präsident Dwight D. Eisenhower aus. Fred Aandahl starb im April 1966. Er war mit Luella Brekke verheiratet, mit der er drei Kinder hatte.